# Richard Snell (Maskenbildner)
Richard Alan Snell (* 19. Dezember 1955 in San Francisco; † 21. Februar 2006 in Freeport (Bahamas)) war ein US-amerikanischer Maskenbildner. Snell wurde 1990 mit einem Emmy Award für seine Arbeit an Alien Nation und  1992 mit einem Emmy Award für das Make-up in Raumschiff Enterprise – Das nächste Jahrhundert ausgezeichnet sowie mehrfach für den Emmy. Zudem war er 1992 für den Oscar für das beste Make-up in Star Trek VI: Das unentdeckte Land nominiert.

## Werdegang
Snell begann seine Karriere mit der Mitarbeit an der Kreaturengestaltung für die Horrorfilme House – Das Horrorhaus und Poltergeist II – Die andere Seite. Für den Ballet-Film Der Nußknacker (1986) von Carroll Ballard war er dann für das Make-up zuständig.
Richard Snell wurde dank einer persönlichen Bekanntschaft mit dem Aufnahmeleiter und Assistanten von Leonard Nimoy, Kirk Thatcher, für das Masken-Make-up für Star Trek IV: Zurück in die Gegenwart engagiert. Es folgten Engagements etwa als Maskenbildner für Running Man (1987), bevor Snell an der 1989 bis 1990 laufenden ersten Staffel der Fernsehserie Alien Nation arbeitete. Für diese Arbeit wurde Richard Snell 1990 erstmals mit dem Primetime Emmy Award  für besondere Leistungen mit Make-up für eine Serie ausgezeichnet. Für die Nachfolgefilme von Alien Nation wurde Snell 1995, 1996 und 1997 für Emmy Awards nominiert. Er arbeitete neben der langfristigen Befassung mit Alien Nation an verschiedenen Filmen wie Last Action Hero oder Demolition Man und Werken aus dem Star-Trek-Universum. Für seine Mitarbeit an Raumschiff Enterprise – Das nächste Jahrhundert wurde er 1992 mit seinem zweiten Emmy ausgezeichnet und im selben Jahr für den Film Star Trek VI: Das unentdeckte Land zusammen mit Michael Mills und Edward French für einen Oscar nominiert.
Er wurde an den Sets von Dante's Peak (1997), Freeze – Alptraum Nachtwache (1997), Amistad (1997) und Der Grinch (2000) eingesetzt und arbeitete für Fernsehfilme und -serien. Für Revelations – Die Offenbarung wurde Snell 2005 nochmals für einen Emmy Award nominiert.
Richard Snell starb während der Dreharbeiten für Pirates of the Caribbean – Fluch der Karibik 2 an einer natürlichen Ursache.